# Paralcyoniidae
Famille
Les Paralcyoniidae constituent une famille de coraux de l'ordre des Alcyonacea.

## Liste des genres
Selon World Register of Marine Species (22 janvier 2016) :
- genre Carotalcyon Utinomi, 1952
- genre Ceeceenus van Ofwegen & Benayahu, 2006
- genre Maasella Poche, 1914
- genre Nanalcyon Imahara, 2013
- genre Paralcyonium Milne Edwards & Haime, 1850